# Chuck Rayner
Claude Earl „Chuck“ Rayner (* 11. August 1920 in Saskatoon, Saskatchewan; † 5. Oktober 2002) war ein kanadischer Eishockeytorwart und -trainer, der von 1941 bis 1953 für die New York/Brooklyn Americans und New York Rangers in der National Hockey League spielte.

## Karriere
Während seiner Juniorenzeit spielte er sowohl mit den Saskatoon Wesleys als auch mit den Kenora Thistles um den Memorial Cup, scheiterte aber beide Male. Als Senior spielte er anfangs in der American Hockey League für die Springfield Indians.
Ab 1939 stand er bei den New York Americans unter Vertrag, doch erst in der Saison 1941/42 kam er zu seinem NHL-Debüt. Das Team hieß inzwischen Brooklyn Americans und stellte nach dieser Saison den Spielbetrieb ein. Er schloss sich danach der kanadischen Armee an, um diese im Zweiten Weltkrieg zu unterstützen.
Nach seiner Rückkehr aus dem Krieg schloss er sich zur Saison 1945/46 den New York Rangers an. Schnell setzte er sich als Stammtorwart durch. 1949 wurde er erstmals ins Second All-Star Team der NHL gewählt. Überragend war er in der Saison 1949/50, als er als wertvollster Spieler der NHL mit der Hart Memorial Trophy ausgezeichnet wurde. Er war einer der ersten Torhüter, die, nachdem sie den Puck abgewehrt hatten, das Tor verließen, um einen Gegenangriff einzuleiten.
Nachdem er als Nummer 1 im Tor der Rangers von Gump Worsley verdrängt worden war, verließ er 1953 die NHL und spielte bei den Saskatoon Quakers in der Western Hockey League. Nach zwei Jahren bei den Nelson Maple Leafs in der Western International Hockey League beendete er seine Karriere. Später trainierte er unter anderem die Edmonton Flyers in der WHL.

## Sportliche Erfolge
- WIHL Champion: 1955

### Persönliche Auszeichnungen
- AHL Second All-Star Team: 1941
- NHL Second All-Star Team: 1949, 1950 und 1951
- Hart Memorial Trophy: 1950